# Stany Galicyjskie

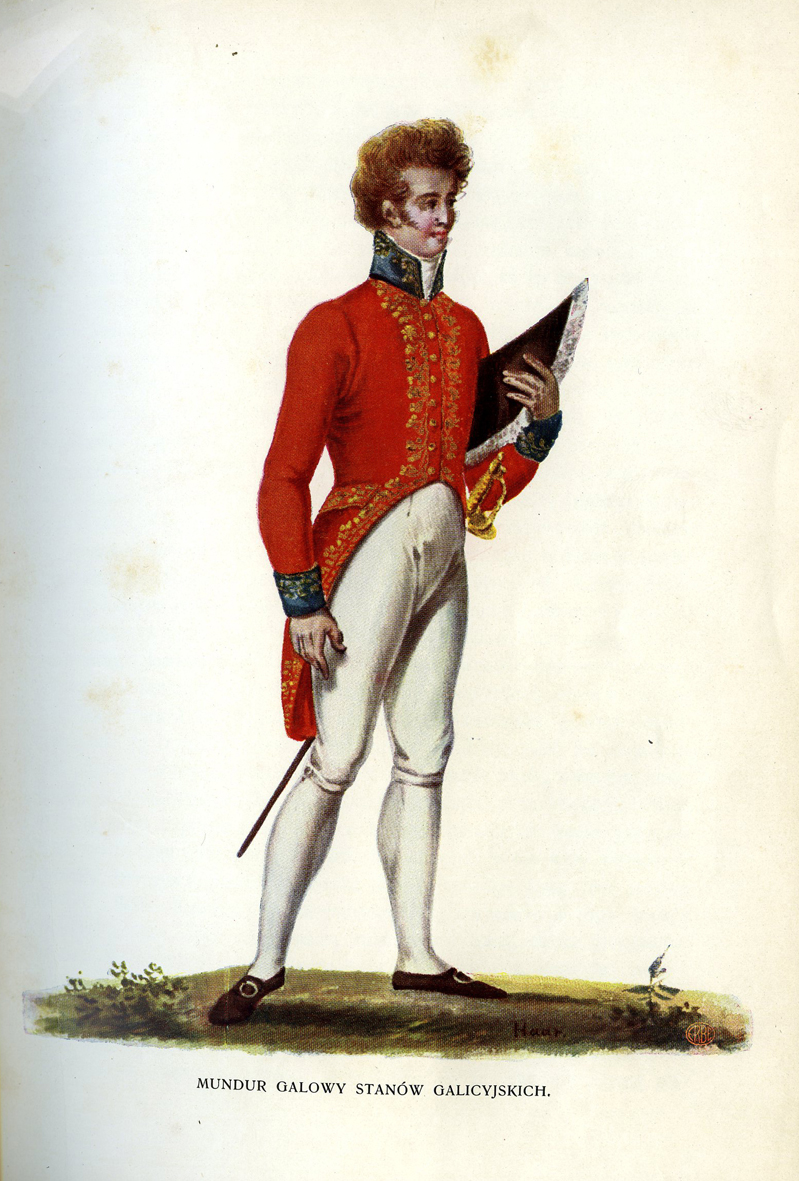
Mundur galowy członka Stanów Galicyjskich

Stany Galicyjskie (Landstände) również Sejm Stanowy Galicyjski, lub Sejm Postulatowy – galicyjski sejm stanowy o charakterze doradczym (postulatowym), z siedzibą we Lwowie, działający w zaborze austriackim w latach 1782–1788 i 1817–1861

## XVIII wiek
Zamiar powołania przez władze austriackie galicyjskiego sejmu stanowego pojawił się w 1775 roku, gdy organ taki przewidziano w urządzeniu ustrojowym Galicji po I rozbiorze. Faktycznie został powołany jednak dopiero w 1782, gdy nadano Galicji nową ordynację, a w 1787 powiększono zakres jego działania o Bukowinę. 
Członkowie sejmu nie pochodzili z wyborów – składał się z magnatów posiadających dziedziczne tytuły arystokratyczne, arcybiskupów i biskupów katolickich, ormiańskich i unickich, opatów, zamożnej szlachty i duchownych (płacącej co najmniej 75 złr podatku rocznie) oraz dwóch delegatów większych miast (w praktyce tylko Lwowa).
Wbrew nazwie, nie był władzą ustawodawczą. Uchwalał z góry przygotowany adres do cesarza oraz wybierał członków także nieposiadającego żadnych realnych kompetencji Wydziału (a od 1783 r. dwóch radców guberialnych, wybór był jednak ograniczony do kandydatów wskazanych przez rząd). Obradował nad sprawami przedłożonymi mu przez rząd, nie mógł jednak opowiadać się za lub przeciw złożonym wnioskom, a jedynie w jaki sposób je wprowadzić (i to tylko w formie głosu doradczego). Sejm mógł też w sprawach krajowych (o ograniczonym zakresie) wnosić postulaty do tronu, jednak za pośrednictwem lokalnych organów administracyjnych. Sesje sejmu zwoływał gubernator, on też – wedle uznania – je rozwiązywał. Sesje były natomiast okazją do spotkań towarzyskich i innych rozrywek. Sesje sejmowe odbyły się zaledwie czterokrotnie: w latach 1782, 1784, 1786 i 1788; później zaniechano zwoływania sejmu (m.in. obawiając się trudności w kontrolowaniu tego ciała po zwiększeniu jego liczebności wskutek powiększenia Galicji po III rozbiorze Polski). 
Zdaniem Stanisława Grodziskiego celem powołania tego organu było z jednej strony stworzenie pozorów zachowania parlamentaryzmu I Rzeczypospolitej pod nowymi rządami, a z drugiej przyspieszenie rozwarstwienia i osłabienia solidarności szlachty polskiej poprzez pogłębienie podziału między magnaterię i resztę szlachty, przy dużym stopniu lojalności magnatów wobec władzy w Wiedniu.
W 1790 roku pojawiła się wśród ziemiaństwa galicyjskie koncepcja rozszerzenia uprawnień sejmu stanowego, tzw. charta Leopoldina, jednak bezowocna.

## XIX w.
Do koncepcji sejmu stanowego w Galicji władze austriackie powróciły po kongresie wiedeńskim, na którym trzej zaborcy ustalili nadanie ziemiom polskim reprezentacji politycznej (w takim zakresie, jakie władze zaborcze uznają „za użyteczne i przyzwoite”). To stanowiło podstawę do patentu cesarza Franciszka z 13 kwietnia 1817 r., w którym odnowił on galicyjski sejm stanowy. Dopuszczono dodatkowo przedstawicieli Lwowa, jednak przysługiwał im wspólnie tylko jeden głos.
Kompetencje tego organu w praktyce pozostawały nadal bardzo ograniczone. Franciszek Smolka tak je charakteryzował:

Zadaniem i zakresem działania tego tak zwanego sejmu postulatowego było zawsze prosić o to, czego krajowi nigdy nie dawano, i dziękować za to, co wprawdzie dawano krajowi, o co jednak on nie prosił i co mu się na nic nie mogło przydać.

Dopuszczono możliwość dyskusji nad stanem kraju (choć w ograniczonym zakresie, głównie dotyczącym gospodarki, z czasem pojawił się m.in. temat reformy stosunków pańszczyźnianych), zwiększyła się też częstotliwość obrad sejmu, a nawet rozpoczęto wydawanie sprawozdań z czynności sejmowych. Nadal jednak faktycznie sejm nie posiadał żadnej władzy, a powoływany przezeń Wydział uzyskał jedynie możliwość dysponowania ograniczonym „funduszem domestykalnym”. Nie zmieniły się także zasadniczo warunki niezbędne do zasiadania w sejmie – nadal obowiązywały zasady z czasów Józefa II. Niewielu uprawnionych brało udział w obradach sejmu, obowiązywała zasada, że nieobecność nie wpływa na ważność obrad.
W pierwszym sejmie stanowym zasiadali:
- ze stanu duchownego: arcybiskup Andrzej Alojzy Ankwicz;
- ze stanu magnackiego: Stanisław Siemieński, Józef Maksymilian Ossoliński, Antoni Lanckoroński, Teofil Wojciech Załuski, Jan Kanty Edward Stadnicki, Ludwik Jabłonowski, Ignacy Skarbek, Ksawery Chołoniewski, Piotr Zabielski;
- ze stanu rycerskiego: Ludwik Kalinowski, Jacek Fredro, Onufry Szumlański, Kajetan Uruski, Antoni Kownacki, Jan Batowski, Tomasz Dąmbski, Tomasz Janiszewski.

Ostatnia sesja sejmu stanowego odbyła się w 1845 roku; kolejne uniemożliwiły wypadki rzezi galicyjskiej w 1846 roku, a następnie Wiosny Ludów, w czasie której gubernator Galicji Franz Stadion próbował zwołać sejm stanowy we Lwowie (uzupełniony o pewną liczbę członków z wyborów), jednak zgromadziła się tylko grupka ziemian, którzy sami uznali się za zgromadzonych nielegalnie. Formalnie sejm stanowy nie został w 1848 r. zlikwidowany, nadal do 1861 cesarz powoływał jego członków. Istniał też (do 1861) Wydział. Zmianę przyniosło dopiero powołanie instytucji sejmów krajowych na mocy dyplomu październikowego z 1860 roku.